# Накамура Наосі
Накамура Наосі (яп. 中村 直志, нар. 27 січня 1979, Тіба) — японський футболіст, що грав на позиції півзахисника.

## Клубна кар'єра
Грав за команду Нагоя Грампус.

## Виступи за збірну
Дебютував 2006 року в офіційних матчах у складі національної збірної Японії. У формі головної команди країни зіграв 1 матч.

## Статистика
Статистика виступів у національній збірній.
| Збірна Японії | Збірна Японії | Збірна Японії |
| Роки          | Ігри          | голи          |
| ------------- | ------------- | ------------- |
| 2006          | 1             | 0             |
| Усього        | 1             | 0             |

## Досягнення
- Чемпіон Японії: 2010
- Володар Суперкубка Японії: 2011